# Marja Bon
Marja Bon (17 augustus 1948, Amsterdam) is een Nederlandse pianiste.

## Leven en werk
Marja Bon komt uit een muzikale familie. Haar broers Maarten en Willem Frederik Bon waren componisten en haar zus Charlotte is violiste. Marja Bon studeerde piano bij Maria Stroo en sloot haar studie af met de Prix d'Excellence en de Elisabeth Evertsprijs.
In 1971 won zij het Nationaal Pianoconcours. Zij vervolgde haar studie in New York bij Martin Canin en in Boedapest bij Ferenc Rados. Tevens volgde zij cursussen bij Geza Anda. 
Als soliste speelde zij met vele orkesten onder andere met dirigenten als Ernest Bour, Willem van Otterloo, Edo de Waart, Christofer Seeman en Yoaf Talmi.

### Schönberg Ensemble
In 1979 werd zij de pianiste van het Schönberg Ensemble onder leiding van Reinbert de Leeuw. Tournees volgden door Amerika, India en Europa. Marja Bon maakte vele CD’s, onder meer met werken van Schönberg, Janaceck, Kagel en Messiaen.

### Wendingen
In 1993 richtte zij samen met cellist Hans Woudenberg het kamermuziekensemble Wendingen op. Wendingen verzorgt jaarlijks een serie concerten voornamelijk in de Amstelkerk in Amsterdam, in combinatie met exposities van beeldende kunst. Met 'Wendingen' ontstonden CD-portretten van de Nederlandse componisten Theo Loevendie, Luctor Ponse en Willem Frederik Bon en compositie-opdrachten aan onder meer Rozalie Hirs.

## Bron
- website van Wendingen